# 乌格洛沃伊湾
乌格洛沃伊湾（俄语：Угловой Залив）是阿穆尔湾的海湾，属滨海边疆区管辖，介于季希角和克雷科夫角之间，岸长23公里，深达3.6米。西濒德弗里兹半岛，东临穆拉维约夫-阿穆尔斯基半岛。特鲁多沃耶、普罗赫拉德诺耶、南冬村和德弗里兹位于岸边。